# Емилия (светица)
Вижте пояснителната страница за други личности с името Емилия.
Света Емилия е римска светица, живяла през IV век. Обявена е за блажена. Паметта ѝ се почита от Православната църква на 8 май и на 30 май.
Тя е майката на светците: Василий Велики, Григорий Нисийски, Петър Севастийски и на Света Макрина.

## Биография
Произхожда от богат благороднически род.
Има общо 5 дъщери и 4 сина. Децата ѝ са силно повлияни от поученията на Макрина, най-възрастната дъщеря на Емилия. Когато порастват, майка им разделя семейното имущество между тях и освобождава робите и робините, а самата тя, заедно с най-голямата си дъщеря и няколко от либертинките (бившите робини), основава монашеско общежитие – женски (девически) манастир, където устройват живот, в духа на ранното християнство. Емилия доживява дълбока старост и по нейно желание е погребана в малък семеен параклис, при мъжа си и един от синовете им.